# Picénum
Picénum ou Regio V Picenum (en grec ancien : Πικηνόν, Πικεντίνη) est une région de l'ancienne Italie. Le nom est un exonyme attribué par les Romains, qui l'ont conquis et l'ont incorporé dans la République romaine. Le Picénum fut le berceau de notables tels que Pompée le Grand et son père Pompée Strabon. Il était situé dans ce qui est maintenant la région des Marches. Les Picènes ou Picéniens constituaient la population indigène du Picénum, mais ils ne sont pas d'origine ethnique uniforme (voir à ce sujet les origines de la ville de Jesi). Ils ont maintenu un centre religieux à Cupra Marittima, en l'honneur de la déesse Cupra.

## Histoire
Le Picénum fit d'abord partie du Samnium, territoire des Samnites comprenant, outre les tribus samnites des Pentri, Caraceni, Caudini et Hirpini ou Irpini (Hirpins), les Vestini (Vestins), les Marrucini (Marrucins), les Frentani (Frentans), les Pæligni ou Peligni (Pélignes) et les Marsi (Marses).
Son nom fut donné à la Quinta regio (cinquième région) ou Regio V (région V), l'une des onze régions de l'Italie romaine créées par Auguste.
Son territoire correspond à peu près à l'actuelle région italienne des Marches.
Il était délimité :
- au nord, par l'Aesis (aujourd'hui l'Esino) ;
- à l'est, par l'Adriatique ;
- à l'ouest, par l'Apennin central, notamment le Tetrica Mons (aujourd'hui les monts Sibyllins) ;
- au sud-ouest, par le Fiscellus Mons (aujourd'hui le Gran Sasso).

Selon Tite-Live, il comprenait :
- le Picenum proprement dit, avec Ancona (aujourd'hui Ancône) ;
- l'Ager palmensis, avec Asculum Picenum (aujourd'hui Ascoli Piceno) ;
- l'Ager praetutius, avec Castrum Novum (près de l'actuelle Giulianova) ;
- l'Ager hadrianus, avec la colonie d' Hadria ou Adria (aujourd'hui Atri).

Pompée et son père Gnaeus Pompeius Strabo sont nés dans cette région.
Le Picénum était traversé par la Via Salaria et la Via Caecilia.
Le Picénum fut partagé en Picenum annonaire et Picenum suburbicaire. Le premier forma, avec l'Émilie, la province Flaminie et Picenum annonaire, une province de l'Italie annonaire ; le second, une province de l'Italie suburbicaire.

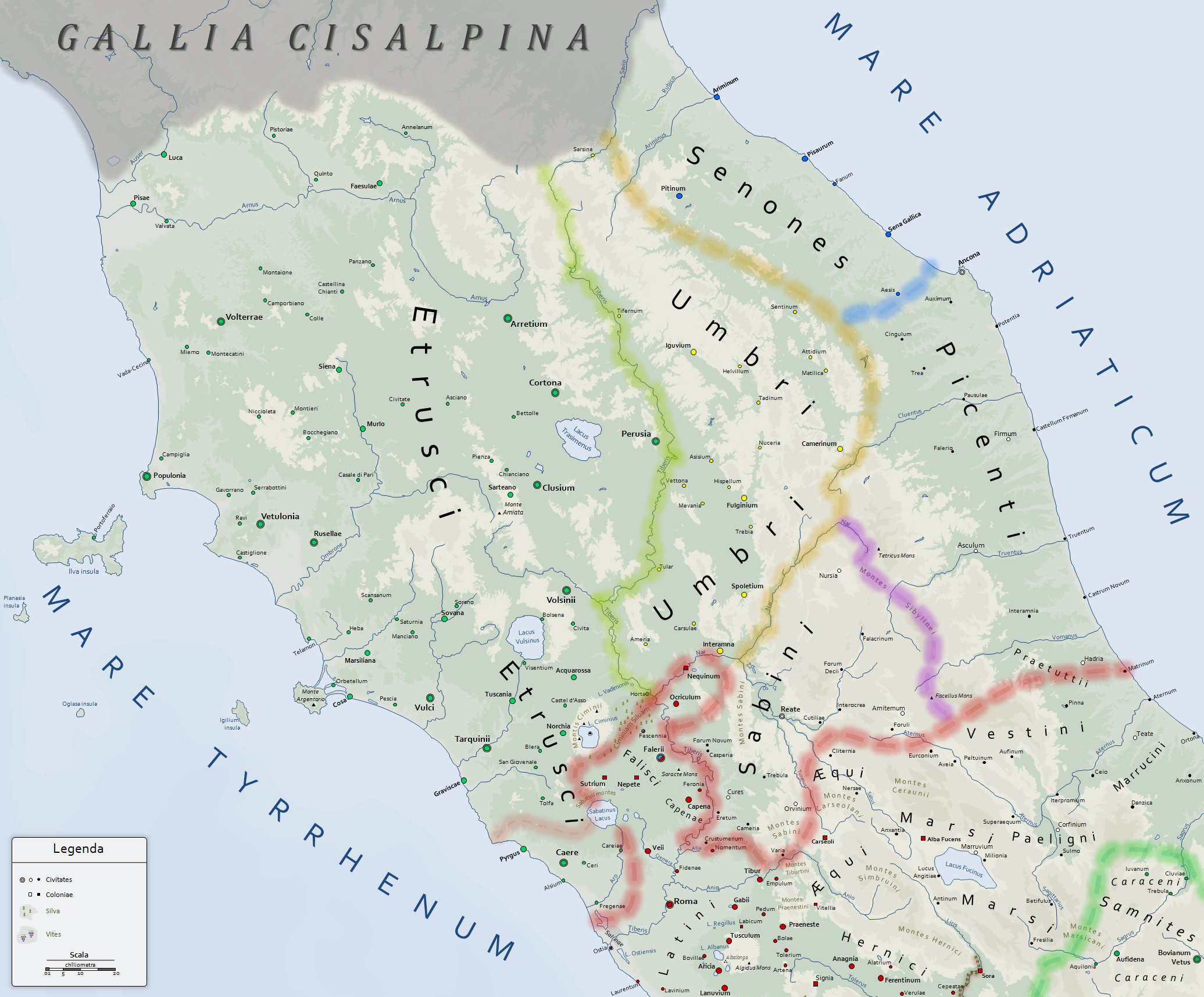
Les peuples du centre de l'Italie au tout début du IIIe siècle av. J.-C.
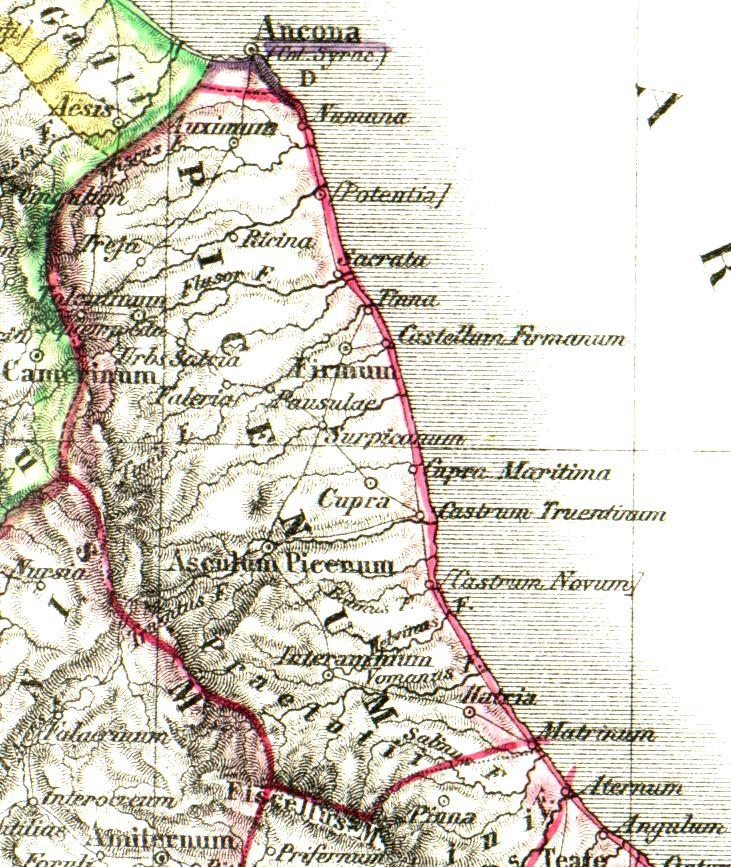
La Regio V - Picenum d'Auguste

## Langues
La région a parlé deux langues identifiées : le Nord-picène qui a tendance à être aujourd'hui considéré comme probablement non indo-européen, et le Sud-picène, une langue italique (et plus spécifiquement une langue sabellique).